# Le Poiré-sur-Vie
Le Poiré-sur-Vie – miejscowość i gmina we Francji, w regionie Kraj Loary, w departamencie Wandea.
Według danych na rok 1990 gminę zamieszkiwało 5326 osób, a gęstość zaludnienia wynosiła 74 osób/km² (wśród 1504 gmin Kraju Loary Le Poiré-sur-Vie plasuje się na 79. miejscu pod względem liczby ludności, natomiast pod względem powierzchni na miejscu 18.).